# Preseli Pembrokeshire (circonscription du Parlement britannique)
Ne doit pas être confondu avec Preseli Pembrokeshire (circonscription galloise).
Circonscription parlementaire de la 

Chambre des communes
Preseli Pembrokeshire est une ancienne circonscription électorale britannique au pays de Galles. Elle existe de 1997 à 2024.

## Députés
| Election | Election | Membre          | Parti        | Portrait |
| -------- | -------- | --------------- | ------------ | -------- |
|          | 1997     | Jackie Lawrence | Labour       |          |
|          | 2005     | Stephen Crabb   | Conservateur |          |

## Elections

### Élections dans les années 2010
| Élections générales de 2017: Preseli Pembrokeshire |                          |                     |        |      |       |
| Parti                                              | Parti                    | Candidat            | Votes  | %    | ±     |
|                                                    | Conservateur             | Stephen Crabb       | 18,302 | 43.4 | +3.0  |
|                                                    | Labour                   | Philippa Thompson   | 17,988 | 42.6 | +14.5 |
|                                                    | Plaid Cymru              | Owain Llŷr Williams | 2,711  | 6.4  | +0.2  |
|                                                    | Indépendant              | Chris Overton       | 1,209  | 2.9  | -6.3  |
|                                                    | Libéral Démocrates       | Bob Kilmister       | 1,106  | 2.6  | +0.7  |
|                                                    | UKIP                     | Susan Bale          | 850    | 2.0  | -8.5  |
|                                                    | The New Society of Worth | Rodney Maile        | 31     | 0.1  |       |
| Majorité                                           | Majorité                 | Majorité            | 314    | 0.8  | -11.5 |
| Participation                                      | Participation            | Participation       | 42,197 | 72.1 | +1.4  |
|                                                    | Conservateur hold        | Conservateur hold   | Swing  | -5.7 |       |

| Élections générales de 2015: Preseli Pembrokeshire, |                          |                   |        |      |       |
| Parti                                               | Parti                    | Candidat          | Votes  | %    | ±     |
|                                                     | Conservateur             | Stephen Crabb     | 16,383 | 40.4 | −2.4  |
|                                                     | Labour                   | Paul Miller       | 11,414 | 28.1 | −3.0  |
|                                                     | UKIP                     | Howard Lillyman   | 4,257  | 10.5 | +8.2  |
|                                                     | Indépendant              | Chris Overton     | 3,729  | 9.2  | +9.2  |
|                                                     | Plaid Cymru              | John Osmond       | 2,518  | 6.2  | −3.0  |
|                                                     | Green                    | Frances Bryant    | 1,452  | 3.6  | N/A   |
|                                                     | Libéral Démocrates       | Nick Tregoning    | 780    | 1.9  | −12.6 |
|                                                     | The New Society of Worth | Rodney Maile      | 23     | 0.1  | n/a   |
| Majorité                                            | Majorité                 | Majorité          | 4,969  | 12.3 | +0.7  |
| Participation                                       | Participation            | Participation     | 40,556 | 70.7 | +1.7  |
|                                                     | Conservateur hold        | Conservateur hold | Swing  | +0.3 |       |

| Élections générales de 2010: Preseli Pembrokeshire, |                    |                    |        |      |       |
| Parti                                               | Parti              | Candidat           | Votes  | %    | ±     |
|                                                     | Conservateur       | Stephen Crabb      | 16,994 | 42.8 | +6.4  |
|                                                     | Labour             | Mari Rees          | 12,339 | 31.2 | −3.7  |
|                                                     | Libéral Démocrates | Nick Tregoning     | 5,759  | 14.5 | +1.5  |
|                                                     | Plaid Cymru        | Henry Jones-Davies | 3,654  | 9.2  | −3.3  |
|                                                     | UKIP               | Richard Lawson     | 906    | 2.3  | +1.0  |
| Majorité                                            | Majorité           | Majorité           | 4,605  | 11.6 | +10.0 |
| Participation                                       | Participation      | Participation      | 39,602 | 69.0 | −1.0  |
|                                                     | Conservateur hold  | Conservateur hold  | Swing  | +5.0 |       |

### Élections dans les années 2000
| Élections générales de 2005: Preseli Pembrokeshire |                                   |                                   |        |      |      |
| Parti                                              | Parti                             | Candidat                          | Votes  | %    | ±    |
|                                                    | Conservateur                      | Stephen Crabb                     | 14,106 | 36.6 | +3.3 |
|                                                    | Labour                            | Sue Hayman                        | 13,499 | 35.0 | −6.3 |
|                                                    | Libéral Démocrates                | Dewi Smith                        | 4,963  | 12.9 | +2.3 |
|                                                    | Plaid Cymru                       | Matt Mathias                      | 4,752  | 12.3 | −0.4 |
|                                                    | UKIP                              | James Carver                      | 498    | 1.3  | +0.4 |
|                                                    | Green                             | Molly Scott Cato                  | 494    | 1.3  | +1.3 |
|                                                    | Socialist Labour                  | Patricia Bowen                    | 275    | 0.7  | −0.5 |
| Majorité                                           | Majorité                          | Majorité                          | 607    | 1.6  | -5.6 |
| Participation                                      | Participation                     | Participation                     | 38,587 | 69.5 | +1.7 |
|                                                    | Conservateur vainqueur sur Labour | Conservateur vainqueur sur Labour | Swing  | +4.8 |      |

| Élections générales de 2001: Preseli Pembrokeshire |                    |                     |        |      |       |
| Parti                                              | Parti              | Candidat            | Votes  | %    | ±     |
|                                                    | Labour             | Jacqueline Lawrence | 15,206 | 41.3 | −6.9  |
|                                                    | Conservateur       | Stephen Crabb       | 12,260 | 33.3 | +5.6  |
|                                                    | Plaid Cymru        | Rhys Sinnett        | 4,658  | 12.7 | +6.3  |
|                                                    | Libéral Démocrates | Alexander Dauncey   | 3,882  | 10.6 | −2.5  |
|                                                    | Socialist Labour   | Patricia Bowen      | 452    | 1.2  | N/A   |
|                                                    | UKIP               | Hugh Jones          | 319    | 0.9  | N/A   |
| Majorité                                           | Majorité           | Majorité            | 2,946  | 8.0  |       |
| Participation                                      | Participation      | Participation       | 36,777 | 67.8 | −10.5 |
|                                                    | Labour hold        | Labour hold         | Swing  |      |       |

### Élections dans les années 1990
| Élections générales de 1997: Preseli Pembrokeshire |                                  |                     |        |      |     |
| Parti                                              | Parti                            | Candidat            | Votes  | %    | ±   |
|                                                    | Labour                           | Jacqueline Lawrence | 20,477 | 48.3 | N/A |
|                                                    | Conservateur                     | Robert Buckland     | 11,741 | 27.7 | N/A |
|                                                    | Libéral Démocrates               | Jeffrey Clarke      | 5,527  | 13.0 | N/A |
|                                                    | Plaid Cymru                      | Alun Jones          | 2,683  | 6.3  | N/A |
|                                                    | Referendum                       | David Berry         | 1,574  | 3.7  | N/A |
|                                                    | Green                            | Molly Scott Cato    | 401    | 0.9  | N/A |
| Majorité                                           | Majorité                         | Majorité            | 8,736  | 20.6 | N/A |
| Participation                                      | Participation                    | Participation       | 42,403 | 78.3 | N/A |
|                                                    | Labour Vainqueur (nouveau siège) |                     |        |      |     |